# Metallo
Metallo is een fictieve superschurk uit de strips van DC Comics. Hij is een cyborg die vooral vaak tegen Superman vecht. Zijn kenmerk is dat hij Kryptoniet als krachtbron gebruikt.
Metallo’s traditionele identiteit is John Corben. Hij maakte zijn debuut in Action Comics #252 (mei 1959).

## Geschiedenis

### Voorloper
Al voor de huidige Metallo zijn intrede deed in de strips bevocht Superman een wetenschapper die zichzelf "Metalo" (let op het verschil in spelling) noemde. Deze wetenschapper had een metalen pak gemaakt om Superman mee te bevechten. Hij verscheen in World's Finest Comics #6 (1942). In 1982 ontmoette Superman deze wetenschapper weer. Nu werd zijn ware naam onthuld als George Grant. In beide confrontaties werd hij door Superman verslagen.

### De originele Metallo
John Corben was oorspronkelijk een journalist (en in het geheim een dief en moordenaar), die zojuist de volgens hem perfecte moord had gepleegd. Terwijl hij van de plaats delict wegvluchtte kreeg hij een bijna fataal ongeluk dat zijn lichaam onherstelbaar beschadigde. De oude wetenschapper Professor Vale kwam Corben tegen, en gebruikte zijn kennis om Corbens hersens over te zetten in een robotlichaam bedekt met een kunstmatige huid. Corben ontdekte dat zijn krachtbron, een capsule met uranium, slechts 1 dag zou werken. Op advies van Vale stal hij Kryptoniet, omdat dit een onuitputtelijke bron van energie zou vormen.
Corben nam een baan bij de Daily Planet waar hij Lois Lane probeerde voor zich te winnen. Tevens besloot hij Superman te doden omdat die waarschijnlijk de enige was die zijn criminele verleden kon onthullen. Hij zette een val voor Superman, maar die faalde. Corben kwam om het leven toen hij een stuk nepkryptoniet als krachtbron probeerde te gebruiken, en zo door zijn energie heenraakte.
Een tweede metallo, Johns broer Roger, verscheen in Superman #310 (April 1977).

### De moderne Metallo
Na het verhaal Crisis on Infinite Earths werd een nieuwe Metallo geïntroduceerd die geen banden had met de vorige.
In deze nieuwe versie was John Corben een kruimeldief die dodelijk gewond raakte bij een auto-ongeluk. Zijn lichaam werd gevonden door Professor Vale, een pionier op het gebied van robotica. Vale was ervan overtuigd dat Superman de eerste van een heel Kryptoniaans invasieleger was. Hij plaatste Corbens hersens in een robotlichaam dat zijn kracht kreeg van Kryptoniet. Op die manier hoopte Vale een soldaat te maken die Superman en de rest van zijn invasieleger kon verslaan. Hij gaf Metallo de opdracht Superman te verslaan. Metallo bedankte Vale door hem te vermoorden.
Aanvankelijk weigerde Metallo Vales opdracht uit te voeren, tot hij in conflict kwam met Superman. Metallo vocht geregeld met Superman en werd een van zijn vaste vijanden. Hij raakte zijn Kryponiethart uiteindelijk kwijt aan Lex Luthor, maar dankzij een back-upsysteem kon hij ontsnappen.
Metallo’s krachten werden tijdelijk enorm versterkt door de demon Neron. Als gevolg hiervan kon hij zijn lichaam omvormen tot elke mechanische vorm die hij kon bedenken, zijn bewustzijn overbrengen op mach ines en tot enorm formaat groeien.
Recentelijk werden Metallo’s hersenen teruggeplaatst in een menselijk lichaam (een gekloonde versie van zijn oude lichaam). Desondanks bleef hij een gevaarlijke tegenstander voor Superman.

## In andere media
- Metallo verscheen in een aflevering van de serie Super Friends.
- In het tweede seizoen van de serie Superboy werd Metallo gespeeld door Michael Callan. Hij werd geïntroduceerd in de aflevering “Metallo”, en speelde ook een rol in de afleveringen "Super Menace", "People Vs. Metallo", "Threesome" (parts 1 en 2), en "Obituary for A Super-Hero".

- In de aflevering “Metallo” van de serie Lois & Clark: The New Adventures of Superman was Johnny Corben de vriend van Lucy Lane, en buiten haar weten een crimineel. Hij werd bij een overval neergeschoten, maar door Dr. Emmett Vale herbouwd tot cyborg. Hij werd gespeeld door Scott Valentine.

- Metallo deed mee in Superman: The Animated Series, waarin zijn stem werd gedaan door Malcolm McDowell. Deze versie van Metallo deed ook mee in Justice League Unlimited.

- Metallo deed mee in seizoen 5 van de serie The Batman, waarin zijn stem werd gedaan door Lex Lang.

- Metallo zal een rol spelen in (minstens) de eerste 2 afleveringen van het negende seizoen van Smallville. Hij wordt daar gespeeld door Brian Austin Green.

- Metallo verschijnt aan het eind van de eerste aflevering van seizoen 2 (2016) van Supergirl